# Симар
Симар (хинд. ससुराल सिमर का) индијска је телевизијска сапуница, снимана од 2011. до 2018.
У Србији је емитована током 2012. на телевизији Пинк и укинута након 50-ак епизода.
Током 2013. и 2014. емитована је на каналу Пинк соуп, где је укинута након 359. епизоде. A током  2014. и 2015. емитована је по други пут на каналу Пинк соуп, где је укинута.

## Синопсис
Прича је о животном путуобичне градске девојке Симар, одраслој у скромној породици под строгим надзором оца и васпитаној да у будућности настави живот у сенци свога мужа. Отац и ћерка се узајамно веома поштују и воле. Отац је, кроз строго васпитање, обликовао Симарину личност у складу са традицијом и највишим моралним вредностима. Оног тренутка када њени снови и традиционално васпитање дођу у сукоб, наизглед обичан живот скромне градске девојке доживљава прави заокрет. Њена страст прему плесу и подстрек вршњака охрабрују је да се пријави за такмичење у плесу. Без знања оца и људи које је окружују Симар почиње да остварује своје снове, уз велику подршку неких чланова породице, и изнад свих, свога мужа. Овакав заплет резултује мноштвом занимљивих ситуација прожетим љубавним нитима. Симарина млађа сестра Роли и њена тетка воле да гледају серије, али им отац увек закључава телевизор приликом одласка на посао. Зато оне гледају серије са прозора на телевизору свога комшије Рохана. Рохан воли Роли, али му она не даје никакве знаке охрабрења. Упркос томе, Рохан помаже њој и Буаји сваки пут када им је нешто потребно. Симарина животна прича је блиска хиљадама девојкама које потичу из скромних градских породица и имају сличне тежње и снове, али их разнолике ситуације ограничавају у њиховом остваривању…

## Улоге
| Глумац                        | Улога                            |
| ----------------------------- | -------------------------------- |
| Дипика Kaкaр                  | Симар Прем Барадвај              |
| Шоаиб Ибрахим Дирађ Дупар     | Прем Рађендра Барадвај           |
| Маниш Раисингани              | Сиданд Рајендра Барадвај (Арјан) |
| Алан Капур                    | Амар Малотра                     |
| Авика Гор                     | Роли Сиданд Барадвај             |
| Пратиша Банерџи               | Мохини                           |
| Џејати Батиа                  | Нирмала Деви Барадвај            |
| Анируд Синг                   | Др. Анураг Арора                 |
| Фалаку Наз                    | Јанви Анураг Барадвај            |
| Јиостна Чандола               | Куши Санкалп Барадвај            |
| Абишек Шарма Арјаман Сет      | Санкалп Сурјендра Барадвај       |
| Нишиганда Вад                 | Сујата Рајендра Барадвај         |
| Адарш Гаутам                  | Рађендра Дадуџи Барадвај         |
| Нишиганда Вад                 | Сујата Рајендра Барадвај         |
| Јавни Вора                    | Каруна Сурјендра Барадвај        |
| Вишал Синг                    | Сатјендра Рађендра Барадвај      |
| Снехал Сахеј                  | Ума Сатјендра Барадвај           |
| Сахил Ананд Сумијер С Пасрича | Шаилендра Рађендра Барадвај      |
| Швета Сина                    | Пари Шаилендра Барадвај          |
| Шијам Машалкар                | Календар                         |
| Ритви Џаин                    | Анјали Прем Барадвај             |
| Твиша Џаин                    | Санџана Прем Барадвај            |
| Нимиша Вакариа                | Маноранџан                       |
| Сара Кан                      | Маја Арјан                       |
| Џеја Оја                      | Мина Јамналал Двиведи            |
| Неха Лакшми Ијер              | Сурби                            |
| Адеш Чаудари                  | Викрант Мехта                    |
| Нита Шети                     | Сунаина Викрант Мехта            |
| Пратик Шукла                  | Картик Мехта                     |
| Рохит Курана                  | Шаури Сингханија                 |
| Химани Шивпури                | Раџо Двиведи                     |
| Панкај Дир                    | Јамналал Двиведи                 |
| Ракшит Вахи                   | Гаутам Јамналал Двиведи          |
| Ашијеш Рој                    | Сурјендра Дадоји Барадвај        |
| Сумер С Пасрича               | Шаилендра Рајендра Барадвај      |